# Kakuda
Kakuda (jap. 角田市 Kakuda-shi) – miasto w Japonii, w prefekturze Miyagi na wyspie Honsiu (Honshū). 
Ma powierzchnię 147,53 km². W 2020 r. mieszkało w nim 27 976 osób, w 10 251 gospodarstwach domowych  (w 2010 r. 31 336 osób, w 10 067 gospodarstwach domowych) .

## Położenie
Miasto leży w południowej części prefektury nad rzeką Abukuma. Graniczy z miastem Shiroishi oraz kilkoma miasteczkami.

## Historia
Miasto otrzymało rangę jednostki administracyjnej -shi (市) w 1958 roku.

## Transport

### Kolejowy
- Kolej Abukuma Kyūkō
  - Linia Abukuma Epxress – stacje: Minami-Kakuda, Kakuda, Yokokura oraz Oka[5]

### Drogowy
- Drogi krajowe nr 113, 349.

## Miasta partnerskie
- Stany Zjednoczone: Greenfield